# ديمتري كودرياشوف (ملاكم)
ديمتري كودرياشوف (بالروسية: Кудряшов, Дмитрий Александрович) مواليد 26 أكتوبر 1985 في فولغودونسك، روستوف أوبلاست، روسيا، هو ملاكم محترف روسي بدأ مسيرته الاحترافية سنة 2011 حيث انتصر في نزاله الأول.

## المسيرة الاحترافية
من نزالاته:
- خسر أمام أولانريواجو دورودولا بالضربة الفنية القاضية (04-11-2015).
- انتصر على خوان كارلوس غوميز بالضربة القاضية (28-11-2014).
- انتصر على جوليان إيلي (18-10-2014).

## إحصائيات
خاض خلال مسيرته 20 نزالا، فاز في 19 وخسر في 1. فاز بالضربة القاضية في 19 نزالا.

## روابط خارجية
- ديمتري كودرياشوف على موقع بوكس ريك (الإنجليزية) (registration required)